# Телевизионна кула София
Телевизионна кула „София“ е главната телевизионна кула в България.
Намира се в Борисовата градина в София на кръстовището на бул. „Драган Цанков“ и бул. „Пейо Яворов“. Висока е 106 метра, като е сред най-високите сгради в България.
Архитект на кулата е Любен Попдонев. Строежът на сградата започва през декември 1958 г., а кулата е открита официално на 26 декември 1959 г. Тя има 14 етажа и 3 платформи. Намира се на 595 метра надморска височина.
От 1985 г. за предаване на радио и телевизионни сигнали се използва основно Тв кула „Копитото“, а старата ТВ кула се използва най-вече за предаването на някои частни радиостанции.